# Coupe de France masculine de basket-ball
 (février 2025).
Si vous disposez d'ouvrages ou d'articles de référence ou si vous connaissez des sites web de qualité traitant du thème abordé ici, merci de compléter l'article en donnant les références utiles à sa vérifiabilité et en les liant à la section « Notes et références ».
La Coupe de France de basket-ball est une compétition à élimination directe de basket-ball organisée par la Fédération française de basket-ball. Elle est nommée aussi Trophée Robert Busnel, du nom du basketteur mort en 1991 Robert Busnel. Le club le plus titré de la compétition est l’ASVEL, avec 10 trophées remportés.

## Historique
L'édition 2019-2020, suspendue provisoirement dans un premier temps, a été définitivement arrêtée par la FFBB courant mars 2020, en raison de la pandémie de Covid-19 en France. Par conséquent, le titre n'est pas attribué et le club de l'ASVEL, vainqueur en 2018-2019 conserve le trophée une année supplémentaire.

Logo 2006 à 2008

## Principe
La Coupe de France de basket-ball Robert Busnel se joue en matches simples, à élimination directe entre les clubs de Betclic Élite, Pro B, NM1 ainsi que le vainqueur du Trophée Coupe de France de la saison précédente (NM2).

## Format
Depuis la saison 2024-2025, la compétition commence avec les 64ème de finale en match à élimination direct, se disputant au tirage au sort avec 18 clubs de Pro B, 17 clubs de NM1, les 2 équipes de Betclic Elite promues sur la dernière saison ainsi que l'équipe de NM2 vainqueur du trophée Coupe de France. Le tirage est fait avec l’équipe qui reçoit ayant le niveau le plus faible. De plus, un système de handicap a été mis en place avec +7 points pour les équipes de NM1 face aux équipes de Pro B.
Nouveau tirage au sort pour les 32ème de finale avec l'entrée en lice de 8 clubs de Betclic Elite classé de la 9e à 16e place la saison régulière précédente. Matchs à élimination direct et toujours avec système de handicap de +7 points par division d'écart. Puis tirage au sort des 16ème de finale entre les vainqueurs du tours précédent avec les mêmes conditions.
Pour les 8ème de finale, entrée en compétition des 8 derniers clubs de Betclic Elite ayant joué les playoffs de la saison précédente. Nouveau tirage au sort et matchs à élimination direct. Toujours avec le même handicap de point.
L'issue de match permet d'obtenir une qualification à un plateau quarts-demies disputés en deux jours. Les deux équipes remportant leurs parties de tableau se voit disputer la finale à l'Accor Arena.

## Palmarès
| Année                                                                       | Vainqueur                                                                                        | Finaliste                                                                                        | Score                                                                                            | Lieu                                                                                             |
| 1953                                                                        | ASVEL (1)                                                                                        | FC Mulhouse                                                                                      | 43-41                                                                                            | Paris (Vel d'Hiv)                                                                                |
| 1954                                                                        | Paris UC (1)                                                                                     | ASVEL                                                                                            | 54-49                                                                                            | Paris (Vel d'Hiv)                                                                                |
| 1955                                                                        | Paris UC (2)                                                                                     | ASVEL                                                                                            | 46-43                                                                                            | Roanne                                                                                           |
| 1956                                                                        | CSM Auboué                                                                                       | Racing CF                                                                                        | 63-52                                                                                            | Paris (Coubertin)                                                                                |
| 1957                                                                        | ASVEL (2)                                                                                        | Paris UC                                                                                         | 61-55                                                                                            | Tours                                                                                            |
| 1958                                                                        | Étoile Mezieres (1)                                                                              | AS Denain Voltaire                                                                               | 79-42                                                                                            | Mulhouse                                                                                         |
| 1959                                                                        | Étoile Mezieres (2)                                                                              | ASVEL                                                                                            | 72-65                                                                                            | Paris (Coubertin)                                                                                |
| 1960                                                                        | AS Denain Voltaire                                                                               | CSM Auboué                                                                                       | 67-66                                                                                            | Tours                                                                                            |
| 1961                                                                        | SA Lyon                                                                                          | Paris UC                                                                                         | 64-55                                                                                            | Nantes                                                                                           |
| 1962                                                                        | Paris UC (3)                                                                                     | RCM Toulouse                                                                                     | 65-57                                                                                            | Rennes                                                                                           |
| 1963                                                                        | Paris UC (4)                                                                                     | Alsace Bagnolet                                                                                  | 75-64                                                                                            | Paris (Coubertin)                                                                                |
| 1964                                                                        | SCM Le Mans                                                                                      | Chorale Roanne                                                                                   | 70-68                                                                                            | Tours                                                                                            |
| 1965                                                                        | ASVEL (3)                                                                                        | Alsace Bagnolet                                                                                  | 59-55                                                                                            | Mulhouse                                                                                         |
| 1966                                                                        | ABC Nantes                                                                                       | AS Denain Voltaire                                                                               | 65-58                                                                                            | Lyon                                                                                             |
| 1967                                                                        | ASVEL (4)                                                                                        | AS Denain Voltaire                                                                               | 88-82                                                                                            | Cholet                                                                                           |
| 1968                                                                        | La Coupe de France est remplacée par une Coupe des Régions                                       | La Coupe de France est remplacée par une Coupe des Régions                                       | La Coupe de France est remplacée par une Coupe des Régions                                       | La Coupe de France est remplacée par une Coupe des Régions                                       |
| 1969                                                                        | JA Vichy (1)                                                                                     | Alsace Bagnolet                                                                                  | 90-56                                                                                            | Tours                                                                                            |
| 1970                                                                        | JA Vichy (2)                                                                                     | SCM Le Mans                                                                                      | 78-74                                                                                            | Saint-Nazaire                                                                                    |
| De 1971 à 1993 l’épreuve n’a pas été disputée par les clubs professionnels. |                                                                                                  |                                                                                                  |                                                                                                  |                                                                                                  |
| 1994                                                                        | CSP Limoges (1)                                                                                  | Strasbourg IG                                                                                    | 83-66                                                                                            |                                                                                                  |
| 1995                                                                        | CSP Limoges (2)                                                                                  | Pau-Orthez                                                                                       | 84-83 a.p.                                                                                       | Toulouse                                                                                         |
| 1996                                                                        | ASVEL (5)                                                                                        | Levallois SCB                                                                                    | 72-69                                                                                            | Marseille                                                                                        |
| 1997                                                                        | ASVEL (6)                                                                                        | SLUC Nancy                                                                                       | 67-58                                                                                            | Paris (Coubertin)                                                                                |
| 1998                                                                        | Cholet Basket (1)                                                                                | Levallois SCB                                                                                    | 95-54                                                                                            | Paris (Bercy)                                                                                    |
| 1999                                                                        | Cholet Basket (2)                                                                                | Strasbourg IG                                                                                    | 85-70                                                                                            | Paris (Bercy)                                                                                    |
| 2000                                                                        | CSP Limoges (3)                                                                                  | PSG Racing                                                                                       | 79-73                                                                                            | Paris (Bercy)                                                                                    |
| 2001                                                                        | ASVEL (7)                                                                                        | Pau-Orthez                                                                                       | 99-74                                                                                            | Paris (Bercy)                                                                                    |
| 2002                                                                        | Pau-Orthez (1)                                                                                   | ASVEL                                                                                            | 80-73                                                                                            | Paris (Bercy)                                                                                    |
| 2003                                                                        | Pau-Orthez (2)                                                                                   | BCM Gravelines                                                                                   | 82-74                                                                                            | Paris (Bercy)                                                                                    |
| 2004                                                                        | Le Mans SB (1)                                                                                   | Pau-Orthez                                                                                       | 83-80                                                                                            | Paris (Bercy)                                                                                    |
| 2005                                                                        | BCM Gravelines                                                                                   | Cholet Basket                                                                                    | 91-79                                                                                            | Paris (Bercy)                                                                                    |
| 2006                                                                        | JDA Dijon                                                                                        | Orléans                                                                                          | 66-58                                                                                            | Paris (Bercy)                                                                                    |
| 2007                                                                        | Pau-Orthez (3)                                                                                   | JSF Nanterre                                                                                     | 92-83                                                                                            | Paris (Bercy)                                                                                    |
| 2008                                                                        | ASVEL (8)                                                                                        | Cholet Basket                                                                                    | 86-76                                                                                            | Paris (Bercy)                                                                                    |
| 2009                                                                        | Le Mans SB (2)                                                                                   | Nancy                                                                                            | 79-65                                                                                            | Paris (Bercy)                                                                                    |
| 2010                                                                        | Orléans                                                                                          | BCM Gravelines                                                                                   | 73-69                                                                                            | Paris (Bercy)                                                                                    |
| 2011                                                                        | Chalon-sur-Saône (1)                                                                             | CSP Limoges                                                                                      | 79-71                                                                                            | Paris (Bercy)                                                                                    |
| 2012                                                                        | Chalon-sur-Saône (2)                                                                             | CSP Limoges                                                                                      | 83-75                                                                                            | Paris (Bercy)                                                                                    |
| 2013                                                                        | Paris-Levallois                                                                                  | JSF Nanterre                                                                                     | 77-74                                                                                            | Paris (Bercy)                                                                                    |
| 2014                                                                        | JSF Nanterre (1)                                                                                 | SLUC Nancy                                                                                       | 55-50                                                                                            | Paris (Coubertin)                                                                                |
| 2015                                                                        | Strasbourg IG (1)                                                                                | ESSM Le Portel                                                                                   | 87-74                                                                                            | Paris (Carpentier)                                                                               |
| 2016                                                                        | Le Mans SB (3)                                                                                   | ASVEL                                                                                            | 88-75                                                                                            | AccorHotels Arena                                                                                |
| 2017                                                                        | Nanterre 92 (2)                                                                                  | Le Mans SB                                                                                       | 96-79                                                                                            | AccorHotels Arena                                                                                |
| 2018                                                                        | Strasbourg IG (2)                                                                                | Boulazac Basket Dordogne                                                                         | 82-62                                                                                            | AccorHotels Arena                                                                                |
| 2019                                                                        | ASVEL (9)                                                                                        | Le Mans SB                                                                                       | 70-61                                                                                            | AccorHotels Arena                                                                                |
| 2020                                                                        | Pas de vainqueur — Édition définitivement arrêtée en raison de la pandémie de Covid-19 en France | Pas de vainqueur — Édition définitivement arrêtée en raison de la pandémie de Covid-19 en France | Pas de vainqueur — Édition définitivement arrêtée en raison de la pandémie de Covid-19 en France | Pas de vainqueur — Édition définitivement arrêtée en raison de la pandémie de Covid-19 en France |
| 2021                                                                        | ASVEL (10)                                                                                       | JDA Dijon                                                                                        | 77-61                                                                                            | Accor Arena                                                                                      |
| 2022                                                                        | Pau-Lacq-Orthez (4)                                                                              | Strasbourg IG                                                                                    | 95-86                                                                                            | Accor Arena                                                                                      |
| 2023                                                                        | Monaco (1)                                                                                       | ASVEL                                                                                            | 90-70                                                                                            | Accor Arena                                                                                      |
| 2024                                                                        | JDA Dijon (2)                                                                                    | Strasbourg IG                                                                                    | 83-70                                                                                            | Accor Arena                                                                                      |
| 2025                                                                        | Paris Basketball                                                                                 | Le Mans SB                                                                                       | 91-80                                                                                            | Accor Arena                                                                                      |

### Coupe de France (1982-1995)
Entre 1982 et 1995, la coupe de France est disputée sans les clubs de N1 ni les meilleurs de N2
| Année | Vainqueur                         | Finaliste                         | Score  |
| ----- | --------------------------------- | --------------------------------- | ------ |
| 1982  | CO Briochin                       | AS Denain Voltaire                | 81-79  |
| 1983  | ESM Challans                      | CRO Lyon                          | 114-98 |
| 1984  | AS Denain Voltaire                | OS Hyères                         | 85-75  |
| 1985  | OS Hyères                         | Saint-Quentin Basket-Ball         | 66-63  |
| 1986  | RCM Toulouse                      | AS Tarare                         | 95-84  |
| 1987  | Saint-Quentin Basket-Ball         | Montpellier PSC                   | 102-86 |
| 1988  | AS Esquennoy                      | Villeneuve-sur-Lot                | 86-79  |
| 1989  | Nice Olympique                    | Strasbourg IG                     | 86-85  |
| 1990  | CS Toulon                         | CRO Lyon                          | 89-84  |
| 1991  | EB Châlons-en-Champagne           | Athis-Mons                        | 107-83 |
| 1992  | Anjou BC Angers                   | AS Poissy                         | 82-70  |
| 1993  | Besançon BC                       | ES Chalon-sur-Saone               | 79-64  |
| 1994  | Anjou BC Angers                   | Gauloise Basket Vitry le François | 82-74  |
| 1995  | Gauloise Basket Vitry le François | Reims Champagne Basket            | 73-69  |

### Coupe de la Fédération
Pendant 4 ans la Coupe de la Fédération va réunir les clubs de N1 et les meilleurs de N2
| Année | Vainqueur               | Finaliste               | Score   |
| ----- | ----------------------- | ----------------------- | ------- |
| 1982  | Limoges CSP             | ASVEL Lyon-Villeurbanne | 116-100 |
| 1983  | Limoges CSP             | AS Monaco               | 96-81   |
| 1984  | ASVEL Lyon-Villeurbanne | Stade Français          | 88-87   |
| 1985  | Limoges CSP             | Stade Français          | 88-87   |

## Coupe de la Ligue
En 1992-1993, la Fédération et la Ligue nationale organisent la coupe de la Ligue.
| Année | Vainqueur | Finaliste  | Match aller | Match retour |
| ----- | --------- | ---------- | ----------- | ------------ |
| 1993  | JDA Dijon | PSG Racing | 101-66      | 85-87        |

## Trophée Coupe de France
Cette compétition réunit chaque année les clubs évoluant en championnat de Nationale 2 et en dessous. Après les phases départementale et régionales, les équipes participent ensuite aux tours nationaux (32e, 16e, 8e, quarts, demi-finales et finale).
| Année | Vainqueur                                                                                        | Finaliste                                                                                        | Score                                                                                            |
| ----- | ------------------------------------------------------------------------------------------------ | ------------------------------------------------------------------------------------------------ | ------------------------------------------------------------------------------------------------ |
| 2025  | Beyssac Beaupuy Marmande (NM2)                                                                   | CS Gravenchon Basketball (NM2)                                                                   | 75-68                                                                                            |
| 2024  | Pays de Fougères Basket (NM2)                                                                    | CS Gravenchon Basketball (NM2)                                                                   | 77-76                                                                                            |
| 2023  | Pays de Fougères Basket (NM2)                                                                    | Beaujolais Basket (NM2)                                                                          | 88-57                                                                                            |
| 2022  | Pays de Fougères Basket (NM2)                                                                    | Toulouse OAC Basket (NM3)                                                                        | 86-83 a.p.                                                                                       |
| 2021  | Pas de vainqueur — Édition définitivement arrêtée en raison de la pandémie de Covid-19 en France | Pas de vainqueur — Édition définitivement arrêtée en raison de la pandémie de Covid-19 en France | Pas de vainqueur — Édition définitivement arrêtée en raison de la pandémie de Covid-19 en France |
| 2020  | Pas de vainqueur — Édition définitivement arrêtée en raison de la pandémie de Covid-19 en France | Pas de vainqueur — Édition définitivement arrêtée en raison de la pandémie de Covid-19 en France | Pas de vainqueur — Édition définitivement arrêtée en raison de la pandémie de Covid-19 en France |
| 2019  | Mulhouse Pfastatt BA (NM2)                                                                       | Basket Club Montbrison (NM2)                                                                     | 93-82 a.2p.                                                                                      |
| 2018  | Toulouse BC (NM2)                                                                                | Kaysersberg BCA (NM2)                                                                            | 81-73                                                                                            |
| 2017  | Avenir Basket Berck Rang-du-Fliers (NM2)                                                         | US Basket Aubenas (NM2)                                                                          | 57-54                                                                                            |
| 2016  | Kaysersberg BCA (NM2)                                                                            | Union Rennes Basket (NM2)                                                                        | 85-65                                                                                            |
| 2015  | Brissac Aubance Basket (NM2)                                                                     | Basket Club Montbrison (NM2)                                                                     | 72-56                                                                                            |
| 2014  | BCM Gravelines-Dunkerque Espoirs (NM3)                                                           | Pays d'Aix Basket ASPTT (NM3)                                                                    | 87-73                                                                                            |
| 2013  | BCM Gravelines-Dunkerque Espoirs (NM3)                                                           | EB Pau-Lacq Orthez (NM3)                                                                         | 85-65                                                                                            |
| 2012  | Saint Chamond Basket (NM2)                                                                       | Stade de Vanves (NM2)                                                                            | 89-66                                                                                            |
| 2011  | Cognac BB (NM2)                                                                                  | AS Monaco (NM2)                                                                                  | 89-59                                                                                            |
| 2010  | EB Pau Lacq Orthez NE (NM3)                                                                      | Kaysersberg BCA (NM2)                                                                            | 88-71                                                                                            |
| 2009  | BC Souffelweyersheim (NM2)                                                                       | Denain ASCV (NM2)                                                                                | 71-63                                                                                            |
| 2008  | Sorgues BC (NM2)                                                                                 | ESSL Angers (NM2)                                                                                | 68-56                                                                                            |
| 2007  | Gries Oberhoffen BC (NM2)                                                                        | La Rochelle Rupella 17 (NM2)                                                                     | 77-70                                                                                            |
| 2006  | Alerte Juvisy Basket (NM3)                                                                       | USA Toulouges (NM2)                                                                              | 90-78                                                                                            |
| 2005  | SOM Boulonnais (NM3)                                                                             | Andrézieux Basket ALS (NM2)                                                                      | 72-63                                                                                            |